# 中華人民共和国法
中華人民共和国法（ちゅうかじんみんきょうわこくほう）は、中華人民共和国の法制度を概観する項目である。一般には中国法ということが多い。同国の実効支配地は、社会主義法系の中国本土、英米法系でイングランド法の影響の強い香港、大陸法系でポルトガル法の影響の強いマカオという、複数の法域に分かれているが、本稿では、中国本土の法制度を中心に取り扱う。

## 法の発展

### 前史
中国での法制度の起原は定かでないが、春秋戦国時代には、鄭や晋で「刑書」や「刑鼎」が制定されたとされている。魏の李克が「法経」を編纂し、秦の商鞅が律に改称したと伝わる。漢においても秦法が継受されたが、蕭何によって、9章からなる律が編纂され、これとは別に3編の令がまとめられた。これが律令の起こりである。西晋の武帝により、律は刑罰法典、令は行政法典という範疇的分化が確立し、律・令を補充する法として、「故事」が制定された。この故事は後に格式となり、律令格式の体系が整い、隋・唐に継受されていく。格は当初律令の修正を担ったが、唐の開元25年以降は、律令格式の編纂は行われなくなり、格もが固定化するようになる。そして既存の法典を修正するために、「格後勅」が別途制定されるようになり、五代時代には「編勅」に姿を変える。
宋においては、神宗まで唐以来の律令格式や編勅が主要法典とされていたが、元豊期を境に、「勅令格式」へと姿を変える。勅は刑罰法典を、令は教令的法典を、格は賞格・服式、式は書式に意味を変え、律の適用は勅に規定のない場合に限定されるようになる。
元に入ると、勅令格式の法典は放棄され、唐代風の法典編参が試みられるようになるが、挫折し、行政法典たる「条格」と刑罰法典たる「断令」に収斂していく。条格・断令は律令のような法命題ではなく、個別具体的事例に即した判例法の性質を有した。
異民族王朝である元を倒した明は、復古主義的態度を取り、律令法典の形式の復活を意図したが、編目や刑事法の基本を「条例」が担った点などで、元代の影響を強く受けた。明代の法典は基本的には清に受け継がれていくことになる。
清代においても明代同様、国家法は専ら公法分野に限られた。最も行政法分野に関して唐令のような法典の編纂作業が行われることはなく、行政組織法たる「会典」、行政機関ごとの先例をまとめた「会典事例」、新たに発生した先例を行政機関ごとにまとめた「則例」などの書物にまとめる形式を採った。刑事法は明代に引き続き「律」と「条例」が主要な法典をなし、後者が前者を補充する関係に立ち、修正は臣下が上奏し、皇帝が裁可する形で行われた。皇帝の意思表示は「論」「旨」「奏准」「題准」などの形式で行われ、このうち将来効を有するものを「通行」と称した。この他、法源として過去の事例（成案）や大清律輯註などの注釈書も参照された。

### 清朝末期
アヘン戦争、太平天国の乱、アロー号事件といった大規模な内憂外患に直面した清朝政府は、同治帝の下で洋務運動を展開し、国力の増大を図ろうとした。清朝政府が対応すべき喫緊の課題は西欧列強との間の個別の条約であったが、その過程で、近代的な西欧の法制度を学んだ者が現れていった。
日清戦争に敗北した後、清朝政府内部では変法運動が展開され、戊戌の政変という揺り戻しを経て、義和団の乱後に光緒新政が開始された。清朝政府は、岡田朝太郎、松岡義正、小河滋次郎、志田鉀太郎の4人の日本人の協力を得て西欧の法制度を手本とした近代的法制度の構築に乗り出すとともに、科挙制度の廃止（1905年）、「立憲大綱」（同年）、「憲法大綱」（1908年）、「十九信条」（1911年）、「大清刑律草案」（同年）といった立憲政治の確立に向けた努力を重ねた。こうした経過が、後に中国が大陸法圏の伝統を受け継いだ法制度を確立する下地となった。

### 辛亥革命から中華人民共和国の成立まで
辛亥革命後、中華民国政府は、「大清現行刑律」などの清朝時代の法令や「大清刑律草案」を援用して急場をしのぐことにした。北伐の完了後、国民党政府は、「訓政綱領」（1928年）、「国民政府組織法」（同年）をはじめとする各種法令の整備に着手した。1943年には、各種の不平等条約が撤廃された。しかし、中国共産党（中共）は、1949年2月に「国民党六法全書の廃棄と解放区における司法原則の確立に関する中国共産党中央委員会の指示」を発し、同年10月には中華人民共和国（共和国）政府が成立した。国民党政府が整備した法制度は、台湾に逃れた中華民国政府によって受け継がれた。

### 建国以降文化大躍進運動まで
共和国政府は、中国本土全域における実効支配を確立した後、1954年にソビエト連邦などの共産圏の先行例を参照して最初の「憲法」（54年憲法）を制定するなど、ソビエト連邦法（大陸法圏に属する）を手本とした法制度の整備を進めた。建国当初は、解放区（中華民国期に共産党が実効支配していた地域）で実践されていた法制度を引き継ぐ、三大立法（婚姻法、土地改革法、労働組合法）に代表される立法が行われた。全体的には社会主義法＝ソ連法の影響を強く受けた立法や司法及び法学が志向された。しかし、その後の急進的な社会主義改造、反右派闘争や大躍進等の政治運動に翻弄された結果、三大立法と1954年の憲法制定を除いて目立った成果は上げられなかった。

### 大躍進以降文化大革命期まで
この時期は経済調整期といわれ、1950年代中期以降の急進的な社会主義運動のリバウンド期でもあり、民法、刑法、刑事訴訟法等の起草作業が活発に行われたもののいずれも成果に結び付かなかった。

### 文化大革命以降その終結まで
1957年6月の反右派闘争に始まる文化革命期には、「プロレタリアート独裁」の理念から導かれた「中共の国家に対する優位」が強調され、法秩序よりも中共の政策が優先された。「政策は法の塊である」「無法無天」「造反有理、革命無罪」等のスローガンに代表される徹底した法ニヒリズムが蔓延した。「大衆独裁」の名のもとに如何なる司法手続も踏むことなく人身の自由が侵害されたり、裁判所、検察院、警察が廃止されて「軍事管制委員会」に統合されたりする等、司法制度全体が著しく破壊された。大学も封鎖され法学教育や法学研究も10年間の空白時期を迎えた。

### 文化大革命の終結と改革開放路線
1976年の文化大革命の終結とともに、一転して脱文化大革命が図られ、国防・農業・工業・科学技術のいわゆる「四つの近代化」や「民主と法制」が強調され始める。1978年の中共第11期三中全会で「改革開放」政策すなわち経済体制改革（計画経済から商品経済・市場経済へ）と市場開放（外資の導入）が打ち出された。1978年3月に3度目の「憲法」（78年憲法）が制定された後は、「人治」に代わる「法治」の必要性が広く説かれるようになり，共和国政府は，「刑法」（1979年），「刑事訴訟法」（同年）をはじめとする法制度の整備を再び進め始めた。1982年12月には4度目の「憲法」（82年憲法）が制定され、1999年の憲法改正では社会主義的法治国家の建設がうたわれた。

## 法源
共和国における法源には、中華人民共和国憲法を頂点として、法律、行政法規、地方性法規、自治条例・単行条例、行政規則などがある。立法法は、これらの法源の序列と相互抵触の場合の処理を規定する。
立法法は、国家主権、国家組織の形成・組織・権限、犯罪と刑罰、民事の基本的制度、訴訟・仲裁制度などは原則として法律によって規定すべきものとしている。「基本的な法律」（この概念を明確に定義した規定はない）は全国人民代表大会（全人代）が制定し、それ以外の法律は全人代常務委員会が制定する。
行政法規は、国務院が制定するもので、法律の細則や行政管理について、憲法及び法律に抵触しない限りで、制定する。行政法規は、「○△条例」という名称のときが多いが、「○△弁法」又は「○△規定」という名称のときもある。税制改革、経済制度改革、対外開放に関わる事項については、国務院は、暫定条例又は暫定弁法を制定する権限を有する。
地方性法規は、一級行政区又は主要都市の人民代表大会（人代）及びその常務委員会が、憲法、法律及び行政法規に抵触しない限りで、制定する。
自治条例・単行条例は、自治区、自治州又は自治県が制定するもので、当該地方の基本法となるものが自治条例、個別分野を規律するものが単行条例である。家族法の分野を中心に、当該地方の実情に合わせた「変通規定」が制定されている。
行政規則（行政規章）は、国務院の各部門、又は一級行政区若しくは主要都市の人民政府が、法律又は国務院の行政法規・決定・命令に基づいて、制定する。行政規則は裁判規範ではない（人民法院は行政規則とは異なるルールを使って事件の結論を出すことができる）が、参照される。
人民法院の判例は、法的拘束力を有しないが、最高人民法院の裁判例は下級人民法院の事件処理の指針となっている。さらに、最高人民法院及び最高人民検察院が示す司法解釈が、判例以上に、裁判実務や検察実務の重要な指針となっている。
立法の憲法適合性を審査する権限は全人代又はその常務委員会にあり、人民法院にはない（人民民主主義の理念によれば、人民法院は全人代と対等な機関ではなく、その裁判部門にすぎない）。国務院、中央軍事委員会、最高人民法院、最高人民検察院又は一級行政区の人代常務委員会は、全人代常務委員会に対し、行政法規、地方性法規、自治条例・単行条例の憲法・法律適合性の審査を要求することができる。

## 司法組織、裁判制度
共和国の司法組織は、人民法院組織法及び人民検察院組織法が規定している。また、訴訟手続は、民事訴訟法、刑事訴訟法及び行政訴訟法が規定している。
共和国の裁判制度は、一般に、四級二審制を採用している。すなわち、人民法院は、最高人民法院を頂点として組織される。下級法院としては、まず、軍事事件を取り扱う人民解放軍軍事法院・大軍区級軍事法院・軍級軍事法院からなる軍事法院の系列がある。また、軍事関係以外の事件を取り扱う最上位の下級法院として、各一級行政区に高級人民法院が置かれ、その下には、海事事件を取り扱う海事法院及び鉄道運輸事件を取り扱う鉄道運輸中級法院・鉄道運輸基層法院という特別法院のほか、通常事件を取り扱う地区級の中級人民法院・県級の基層人民法院という系列がある。
民事・刑事・行政事案の第一審では、人民陪審員制度が採用されている。
共和国では、憲法及び法院組織法に人民法院が裁判権を独立して行使する旨の規定があるが、実際には、法院内部でも院長等の幹部職員や裁判委員会による審査・承認・「助言」という制度があるし、共産党による「指導」、予算を握る各級人民政府からの影響といった、日米欧の先進諸国で観念される「司法の独立」とは異質の要素の存在が数多く指摘されている。
人民検察院は、各級の人民法院に対応して設置されている。その主たる任務は、逮捕・起訴の可否の決定、公訴の提起・維持、刑事事件の判決の執行である。また、人民検察院は、刑事事件に限らず、第一審判決に誤りがあると認めるときは、その判決が既に効力を生じたか否かを問わず、上訴の手続（抗訴）をとることができる。

## 法分野
主要な法分野としては、憲法、行政法、民事法（共和国には独立の商法典はない《民商合一》）、経済法、刑事法、訴訟法といった分野がある。中国における昨今の法典整備は、ドイツ法を直接の参考にしているほか、ドイツ法を継受した日本法、日本法の影響が強い台湾法を参考にしているという間接的な意味でも、ドイツ法の影響を受けているといえる。

### 民法典
民事法については2020年に民法典が成立した。同法律は総則、物権、契約、人格権、婚姻家庭、相続、権利侵害責任の7つの編及び附則の合計1260条によって構成されている。民法典成立以前に中国には民法は存在せず個別の法律があったが民法典成立に伴い廃止された。
1970年代までは企業間紛争は人民法院の管轄から外されており、「婚姻家族法」を中心とする家族法が比較的整備されていたほかは、各種行政法規や行政規則、司法解釈に関係規定が点在するのみというのが実情であった。
改革・開放が始まり、共和国政府は財産法の体系的整備を開始したが、1980年代前半には「経済法論」が通説ないし有力になり、これに基づく「技術契約法」が制定された。
しかし、共和国政府内にも、市場経済を規律するには取引主体の自主性・平等性を重視するべきであるという考え方が浸透し、1986年に採択された「中華人民共和国民法通則」では、「平等な主体である公民間、法人間、公民と法人との間の財産関係と人身関係」という表現が用いられるに至った。その後も、「中華人民共和国物権法」、「中華人民共和国担保法」、「中華人民共和国契約法」が制定され、経済法論は民事法立法の指導原理としての地位を失った。
2021年民法典の施行に伴い個別にあった、民法通則、物権法、担保法、契約法、権利侵害責任法、婚姻法、養子縁組法、相続法が廃止となった。
商事法の分野には、「全人民所有制工業企業法」、「中華人民共和国公司法（会社法）」、「郷鎮企業法」、「組合企業法」、「手形小切手法」、「保険法」、「証券法」などの法律があり、商法学が民法学から独立した学問分野として認知されるに至っている。もっとも、商法典を民法典とは独立に制定しようという動きは支配的とはなっていない。
倒産法の分野では、「企業破産法（試行）」が制定されているが、共和国政府は企業の法的整理を実施することには消極的であり、個人倒産法制については、法律すら制定されていない。
知的財産権法の分野では、「商標法」が1950年代に制定されたほかは、21世紀初頭まで大きな進展がなかった。2001年以降、発明、実用新案、意匠を包括して規律する「中華人民共和国専利法」、「著作権法」が制定された。
国際私法については、「民法通則」等に若干の規定があるが、体系的な法規が制定されていない。「民法通則」によれば、共和国が加盟・調印した条約と国内法とが抵触するときは、条約が優先する。共和国の法も条約も存在しないときは、国際慣習によるが、共和国の社会公共利益に反することはできない。

### 民事紛争処理制度
中華人民共和国民事訴訟法は、法院は民事事件について判決をする前に調停を行うという調停前置主義を採用している。また、民事訴訟法は、職権探知主義を採用し、当事者が収集不可能な証拠や事件の審理に必要と認める証拠を人民法院が自ら調査・収集する。また、訴えの取下には人民法院の許諾が必要であり、処分権主義も徹底されていない。
村民委員会などは、人民調停委員会を設置することができ、この人民調停委員会による人民調停が民間紛争の処理に大きな役割を果たしている。また、基層人民政府も「司法助理員」と呼ばれる専従職員を置き、民間紛争の調停に当たっている。その他、弁護士事務所や郷鎮法律サービス事務所も調停を行っている。ただ、基層人民政府による調停を除き、調停が成立しても、その後に当事者が翻意すれば人民法院への出訴等は妨げられないのが一般である。
仲裁については、「仲裁法」が制定されている。同法は、家族関係に関する民事紛争、行政争訟、労働紛争（別の仲裁制度を定めるものとしている）、農業集団経済組織内部の農業請負契約紛争（別の仲裁制度を定めるものとしている）については、適用されない。同法の適用がある民事紛争については、当事者は、仲裁合意に基づいて、一級行政区人民政府所在市の人民政府に置かれた仲裁委員会に、仲裁の申請をすることができる（仲裁合意があるのに人民政府に提訴しても、受理されない）。仲裁は、仲裁委員会が事件ごとに任命する仲裁人が行う。仲裁裁定は、一審限りの終局判断とされ、手続の瑕疵を理由として人民法院に取消しを求めることができるほかは、不服を申し立てることができない。
中国民事訴訟法231条は、訴訟の解決までの間、外国人当事者に対して人民法院による出国停止処分を認めている。近年、日本企業に対して従業員や取引先が訴訟をおこし、企業の責任者などが出国停止処分を受ける例が急増し、問題となっている。(チャイナリスクも参照のこと)

### 刑事法
共和国では、1979年に「中華人民共和国刑法」が制定されるまでは、単行法令や各種司法解釈、共産党の文書などに刑罰規定が置かれていた。79年「刑法」は、犯罪を「社会に危害を加える行為で、法律により刑罰を受けるべきもの」と定義し、類推解釈を公認していた。
1997年に「刑法」は全面的に改正された（その後、全人代常務委員会による多くの改正がある）。97年「刑法」は、類推解釈を禁止し、罪刑法定主義を採用した。日本をはじめとする大陸法圏の刑法と比較したときの大きな特色としては、共犯論について、正犯・従犯という構成要件を中心とした枠組に代えて、主犯・従犯という犯罪の経緯に着目した枠組が用いられていることである。主刑には管制（公安機関の監督下で生活させること）、拘役（労働改造刑）、有期懲役、無期懲役、死刑の5種類があり、付加刑には罰金、政治的権利剥奪、財産没収がある。死刑にも執行猶予の制度がある（猶予期間を経過すれば無期懲役に減軽される）のも特徴である。
「刑事訴訟法」も、1996年に全面的に改正された。公安機関による捜査は、立案に始まり、証拠収集を経て、人民検察院に起訴意見書を提出することで終了する。犯罪嫌疑人の身柄拘束期間は原則として2か月であるが、所定の手続を経て延長することができる。起訴意見書を受理した人民検察院は、公訴提起決定、事件取消決定又は不起訴決定をする。人民法院は、公訴を受理すると、原則として1か月～1か月半で判決をする、無罪の推定は明示的には採用されていない。訴弁取引（弁訴取引、控弁取引とも。司法取引のこと。）は、実例はあるが、制度としては採用されていない。
社会危害性はあるが犯罪とするに値しない行為については、公安機関が、「治安管理処罰法」に基づき、警告、罰款（日本法の過料に相当する）、行政拘留、許可証の取消し、外国人に対する国外退去といった治安管理処罰を課す。治安管理処罰の決定は、行政不服審査の申立てや行政訴訟によって争うことができる。その他、かつての共和国では、法の根拠がない行政処罰や、法定の手続を遵守しない行政処罰、公布されていない法令に基づく行政処罰がみられたが、「行政処罰法」は、このような行政処罰を明文をもって禁止した。
共和国では、正業に就かない者や麻薬中毒者等に対する労働矯正も行われている。労働矯正の期間は最長で4年にも及び、その手続や運用に関する批判が高まっている。

### 行政法
共和国においても、「法治」とか「依法行政」（法による行政）という言葉が使われるが、これは、日本でいう「法治主義」とは異なり、「人治」や「党治」に対応する概念にすぎない。共和国においては、前近代的な「官府無錯」（国家無答責の法理参照）という法意識や社会主義的な「人民政府と人民の間に利益の対立はあり得ない」という発想が、行政の法的統制や行政救済の発展が立ち遅れる要因となっていた。
「治安管理処罰条例」の施行により、行政処罰に対する不服の訴えが急増し、行政事件全般に適用される統一的訴訟手続の整備の必要性が認識された。その結果、「行政訴訟法」が制定された。同法は、人民法院の司法審査の対象を「具体的行政行為」（日本法の行政処分におおむね相当する）に限定している。その行為の根拠条規の上位法令への適合性については、原則として司法審査が及ばない。裁量行為については、裁量逸脱の有無については司法審査が及ぶが、当不当にはこれが及ばない。ただし、人民法院は、著しく公正を失する行政処罰については、変更の判決をすることができる。行政訴訟事件の認容率は、日本と同様に低い。
行政不服審査については「行政復議法」が規定する。同法それ自体は行政不服審査と行政訴訟との自由選択主義を採用しているが、個別の法令で行政不服審査前置を規定する例が多い。行政不服審査では、具体的行政行為に対する不服審査に付帯して、その行為の根拠条規に対する不服審査をも申し立てることができるのが特徴である。
行政作用に伴う損害補填は、包括して、「国家賠償」（日本法の国家補償に相当する）と呼ばれる。「国家賠償」には、違法な行政作用に基づく損害を補填する「行政賠償」（日本でいう国家賠償に当たるが、「工作人員」の故意過失は要件とはされていない）と、適法な行政作用に基づく損害を補填する「行政補償」（日本法でいうとがあるが、「国家賠償法」には、これらのほかに、「刑事賠償」（日本でいう刑事補償に当たる）も規定されている。

## 法学教育と法曹養成
共和国の法学教育は、文化大革命終結後に再建されるまで、ソビエト連邦の教材を翻訳して細々と行われているに過ぎなかったが、改革・開放の進展に伴って法の社会的役割が向上し、法学は一躍受験生の人気を集める専攻となった。従来、共和国では、アメリカ合衆国が法科大学院に法学教育の資源を集中しているのとは異なり、学部レベルの法学教育が行われて来た。近年はアメリカの法務博士課程にならった法律碩士課程も導入されるに至っている。教育科目は、幅広く総花的であるのが特徴であるといわれる。教育方法は、伝統的な講義形式が中心である。共和国では、専門的な法学教育を受けていない者を「裁判員」や「検察員」に登用してきた経緯もあって、法律実務家に対する法学教育も盛んに行われている。
法曹資格は、原則として、国家統一司法試験に合格した者にのみ与えられる。「裁判員」や「検察員」に任命されるには、更に公務員試験にも合格しなければならないため、新人登用に支障を来しているといわれている。日本の司法研修所のような、法曹三者の横断的な養成制度は存在しない。